# Rodney Stoke
Rodney Stoke è un villaggio e parrocchia civile dell'Inghilterra, appartenente alla contea del Somerset.